# Fatal Racing
Fatal Racing (Whiplash aux États-Unis) est un jeu vidéo de course 3D sorti en 1996 sur PC.

## Historique
Le jeu est sorti en 1996,.

## Diffusion
Le jeu est diffusé aux États-Unis sous le nom Whiplash.

## Accueil
- GameSpot : 6,1/10[3]